# Bytharia circumducta
Bytharia circumducta là một loài bướm đêm trong họ Geometridae.